# Щетинин, Семён Николаевич
Семён Никола́евич Щети́нин (4 августа (22 июля) 1910, с. Ямская Слобода, Бизюковская волость, Дорогобужский уезд, Смоленская губерния, Российская империя — 6 декабря 1975, Москва, СССР) — советский государственный и партийный деятель. Первый секретарь Иркутского обкома КПСС (1957—1968). Чрезвычайный и полномочный посол СССР в Монголии (1968—1973).

## Биография
Родился 4 августа (22 июля) 1910 в селе Ямская Слобода Бизюковской волости Дорогобужского уезда Смоленской губернии Российской империи (ныне село упразднено, территория входит в состав города Дорогобуж Дорогобужского района Смоленской области России), в семье крестьянина-бедняка.
С 1928 года работал рабочим на сыродельном заводе, электромонтером шахты № 16-бис города Красный Луч на Донбассе.
С 1931 по 1934 год — студент горного техникума.
Член ВКП(б) с 1932 года.
В 1934—1935 годах — служба в Красной армии.
С 1935 по 1938 год — преподаватель, заведующий учебным комбинатом, помощник главного механика шахты № 5/6 треста «Красноармейскуголь» Донецкой области.
В 1947 году заочно окончил Высшую партийную школу при ЦК ВКП(б), в 1955—1956 годах — слушатель Курсов секретарей обкомов и председателей облисполкомов при ЦК КПСС.
- В 1938—1941 годах — партийный организатор ЦК ВКП(б) шахты (Сталинская область).
- В 1941—1943 годах — секретарь Горловского подпольного городского комитета КП(б) Украины.
- В 1942—1943 годах — первый секретарь Сталинского подпольного областного комитета КП(б) Украины.
- В 1943—1948 годах — секретарь Партийной комиссии при Сталинском областном комитете, секретарь Артёмовского городского комитета КП(б) Украины.
- В 1948—1951 годах — секретарь, второй секретарь Сталинского областного комитета КП(б) Украины.
- В 1951—1955 годах. — второй секретарь Иркутского областного комитета ВКП(б) — КПСС.
- В 1956—1957 годах — председатель Исполнительного комитета Иркутского областного Совета.
- В 1957—1963 годах — первый секретарь Иркутского областного комитета КПСС.
- В 1963—1964 годах — первый секретарь Иркутского сельского областного комитета КПСС.
- В 1964—1968 годах — первый секретарь Иркутского областного комитета КПСС.
- В 1968—1973 годах — чрезвычайный и полномочный посол СССР в Монголии.

Член КПСС с 1932 года. Член ЦК КПСС (1961—1975).
Депутат Верховного Совета СССР 5—7 созывов.
С 1973 года — персональный пенсионер союзного значения.
Скончался в Москве 6 декабря 1975 года. Похоронен на Новодевичьем кладбище.

## Награды и звания
- Награждён двумя орденами Ленина, орденом Красного Знамени, тремя орденами Трудового Красного Знамени, а также многими медалями Советского Союза и зарубежными правительственными наградами.

## Память
- 4 октября 2011 года в память о Семёне Щетинине на доме, где он жил, установлена мемориальная доска[1].
- В Донецке, в Пролетарском районе есть улица Щетинина.